# آلوی پیجن
آلوی پیجن (نام علمی: Coccoloba diversifolia) نام یک گونه از تیره هفت‌بندیان است.